# 埃提乌斯
弗拉维乌斯·埃提乌斯（拉丁語：Flavius Aetius，396年—454年），又譯阿哀契烏斯，西徐亞裔羅馬人，西罗马帝国末期的主要军事统帅。
生于杜罗斯托鲁姆（今保加利亚锡利斯特拉），他的主要战绩为在沙隆戰役击败匈人入侵，并取得了古代欧洲规模最大一场会战的胜利。爱德华·吉本将此战役称为“西罗马帝国的最后一次胜利”。451年，匈人首领阿提拉入侵西罗马帝国，埃提乌斯联合西哥特王国反击并将其击退。后来，他又多次击退蛮族进攻。
454年，佩特罗尼乌斯·马克西穆斯诬告埃提乌斯谋反。皇帝瓦伦蒂尼安三世信以为真，親手刺死了埃提乌斯。